# Lundsbrunn
Lundsbrunn is een plaats in de gemeente Götene in het landschap Västergötland en de provincie Västra Götalands län in Zweden. De plaats heeft 862 inwoners (2005) en een oppervlakte van 124 hectare.